# Bisphenol M
Bisphenol M kurz (BPM) ist eine aromatische organische Verbindung aus der Gruppe der Bisphenole. BPM besteht aus einem zentralen Phenylring, der mit dem wesentlichen Strukturelement von Bisphenol A (BPA) in meta-Position zweifach substituiert ist, einem 1,3-Phenylenisopropyliden-Substituenten.
BPM wird als Alternative zum umstrittenen BPA in Kunststoffprodukten verwendet.
Die ECHA (European Chemicals Agency) stuft Bisphenol M in verschiedenen Kategorien als problematisch ein, insbesondere als Kontaktallergen und als Verdachtsfall für Reproduktionstoxizität. Eine Laborstudie zur Reproduktionstoxizität von Bisphenol-A-Analoga ergab, dass das Schädigungspotenzial von BPA durch BPM, Bisphenol AP und Bisphenol P übertroffen wird.

## Verwendung
Wie andere Bisphenole wird Bisphenol M für die Herstellung von Polycarbonaten und Thermoplasten sowie  Phthalonitrilether Harzen eingesetzt. Die Produkte werden unter anderem verwendet in Beschichtungen, Klebstoffen, Elektronikbauteilen, Werkstoffen der Zahnmedizin, Strukturbauteilen und Autos.

## Freisetzung
Aus Bisphenol M enthaltenden Kunststoffen werden zahlreiche Gegenstände des täglichen Gebrauchs hergestellt.
Eine Studie über die Exposition von Schweizer Kindern zu Bisphenol-A-Alternativen aus dem Jahr 2020 fand im Urin von Säuglingen eine ungewöhnlich hohe Konzentration an Bisphenol M; bei Kleinkindern war die Konzentration deutlich geringer. Im Rahmen der Studie wurde vermutet, dass BPM vermehrt in BPA-freien Produkten verwendet wird, insbesondere in Lebensmittelkontaktmaterialien für Säuglinge. In einer Studie zur Belastung von Lebensmitteln durch Bisphenol A-Analoga wurde eine erhöhte Konzentration von BPM in Thunfisch-Konserven festgestellt.